# Lo oculto (película)
The Uncanny es una película de terror de antología británico-canadiense de 1977 dirigida por Denis Héroux, escrita por Michel Parry y protagonizada por Peter Cushing, Donald Pleasence, Ray Milland, Joan Greenwood, Donald Pilon, Samantha Eggar y John Vernon . Aunque es similar a las antologías de terror publicadas por Amicus Productions y podría confundirse con una, en realidad fue distribuida por The Rank Organization . Sin embargo, el coproductor fue Milton Subotsky de Amicus.

## Trama

### Montreal 1977
En 1977, en Montreal, el escritor Wilbur Gray visita a su editor Frank Richards para hablar sobre su nuevo libro sobre gatos . Wilbur cree que los felinos son criaturas sobrenaturales y que son el diablo disfrazado. Wilbur cuenta tres cuentos para ilustrar sus pensamientos:

### Londres 1912
En 1912, en Londres, Miss Malkin es una mujer rica que reescribe su testamento dejando su fortuna a sus gatos en lugar de a su sobrino Michael. Su doncella Janet, también amante de Michael, roba una copia del testamento del maletín del abogado e intenta destruir la copia original que se guarda en la caja fuerte. Cuando la señorita Malkin ve su intento, Janet la mata. Los gatos vengan la muerte de la señorita Malkin.

### Québec 1975
En 1975, en la Provincia de Quebec, la huérfana Lucy viene a vivir con su tía la Sra. Blake, su esposo y su prima Angela después de la muerte de sus padres en un accidente aéreo. Lucy trae a su único amigo, el gato Wellington, pero su primo malvado obliga a sus padres a deshacerse de Wellington. Lucy usa el libro de brujería de su madre para vengar a Wellington.

### Hollywood 1936
En 1936, en Hollywood, el actor Valentine De'ath reemplaza la hoja de un péndulo falso para matar a su esposa actriz y darle una oportunidad a su joven amante y aspirante a actriz Edina. El gato de su mujer venga su muerte.

## Producción
The Uncanny es la sexta película de Milton Subotsky en la que un personaje tiene el nombre de Maitland (Sra. Maitland, interpretada por Renee Girard). Los otros son ¡Y ahora empiezan los gritos! (1973), en la que Guy Rolfe interpreta a Maitland; Tales from the Crypt (1972), en la que Ian Hendry interpreta a Carl Maitland; They Came from Beyond Space, en la que Robin Parkinson interpreta al Dr. Maitland; The Skull (1965), que destaca a Peter Cushing como el Dr. Christopher Maitland, y la primera, The City of the Dead (también conocida como Horror Hotel, 1960), en la que Tom Naylor interpreta a Bill Maitland.

### Rodaje
La película fue una coproducción británico-canadiense filmada en locaciones de Montreal y Senneville, Quebec, y Pinewood Studios en Inglaterra. El rodaje comenzó en Montreal el 16 de noviembre de 1976.

## Realización

### Certificación
En el Reino Unido, la película recibió originalmente una calificación X.

## Recepción

### Taquillas
La película tuvo un mal desempeño en taquilla.